# Cotingini
Cotingini – plemię ptaków z podrodziny bławatników (Cotinginae) w rodzinie bławatnikowatych (Cotingidae).

## Zasięg występowania
Plemię obejmuje gatunki występujące w Ameryce Południowej.

## Systematyka
Do plemienia należą następujące rodzaje:
- Haematoderus Bonaparte, 1854 – jedynym przedstawicielem jest Haematoderus militaris (Shaw, 1792) – kruczyniec szkarłatny
- Querula Vieillot, 1816 – jedynym przedstawicielem jest Querula purpurata (Statius Müller, 1776) – kruczyniec purpurowy
- Pyroderus G.R. Gray, 1840 – jedynym przedstawicielem jest Pyroderus scutatus (Shaw, 1792) – kruczyniec rubinowy
- Perissocephalus Oberholser, 1899 – jedynym przedstawicielem jest Perissocephalus tricolor (Statius Müller, 1776) – kapucyn
- Cephalopterus É. Geoffroy Saint-Hilaire, 1809
- Porphyrolaema Bonaparte, 1854 – jedynym przedstawicielem jest Porphyrolaema porphyrolaema (Deville & P.L. Sclater, 1852) – białobrzuch
- Gymnoderus É. Geoffroy Saint-Hilaire, 1809 – jedynym przedstawicielem jest Gymnoderus foetidus (Linnaeus, 1758) – gołoszyjnik
- Conioptilon Lowery & O’Neill, 1966 – jedynym przedstawicielem jest Conioptilon mcilhennyi Lowery & O’Neill, 1966 – czarnogłów
- Carpodectes Salvin, 1865
- Xipholena Gloger, 1841
- Cotinga Brisson, 1760
- Lipaugus Boie, 1828
- Procnias Illiger, 1811